# Саймон Ле Бон
Саймон Джон Чарльз Ле Бон (англ. Simon John Charles Le Bon);нар. 27 жовтня 1958) — британський музикант, найбільш знаний як вокаліст гурту Duran Duran.

## Ранні роки
Саймон Ле Бон з дитинства вчився акторській майстерності та співав у місцевому церковному хорі. Ле Бон відвідував середню школу в Піннер (Великий Лондон), яку за кілька років до нього закінчив Елтон Джон. Він працював асистентом в операційній у відділенні нещасних випадків лікарні Нортвік Парк, а також прослуховувався для панк-рок-гурту в коледжі в Херроу, знявся в декількох телевізійних рекламних роликах і брав участь в декількох театральних постановках. В 1978 році Ле Бон виїхав в кібуц в пустелю Негев в Ізраїлі, але повернувся до Великої Британії, щоб вчитися в театральній школі при Бірмінгемському університеті, поки не познайомився з недавно утвореними Duran Duran. Ле Бон навчався в Бірмінгемському університеті в один час з Нейлом Артуром, майбутнім лідером синті-поп гурту Blancmange.

### Duran Duran
Гурт Duran Duran був заснований бас-гітаристом Джоном Тейлором, клавішником Ніком Роудсом та співаком Стівеном Даффі в 1978 році, але Даффі через рік пішов з гурту, бо не бачив в нього ніяких перспектив. Потім пішло ще кілька змін складу. Музика гурту поєднувала елементи диско, фанку та року, і музиканти шукали харизматичного вокаліста.
Саймон Ле Бон був представлений гуртові в травні 1980 року. Його колишня дівчина працювала офіціанткою в нічному клубі, в якому репетирували Duran Duran, і вона рекомендувала Ле Бона як вокаліста. Ле Бон сам складав вірші і один з його віршів, «Sound of Thunder», підійшов до однієї з інструментальних композицій гурту. Влітку того ж року Duran Duran виступали в околицях Лондона та Бірмінгема, а потім вирушили в турне з Гейзел О'Коннор як розігрівальний гурт. В грудні гурт підписав лейбл EMI.

## Джерело
- Simon Le Bon